# Густав Майрінк
Ґу́став Ма́йрінк (справжнє ім'я Ґу́став Ма́єр, нім. Gustav Meyrink; *19 січня 1868, Відень, Австро-Угорщина — †4 грудня 1932, Штарнберг, Баварія, Німеччина) — австрійський письменник-експресіоніст, драматург, перекладач, банкір. Найбільш відомий за романом «Ґолем», що приніс йому світову славу, ставши одним із книжкових бестселерів ХХ століття.

## Біографія

### Дитинство
Ґустав Майрінк народився 19 січня 1868 року у Відні (тоді Австро-Угорщина). Він був позашлюбною дитиною державного міністра Карла Варнбюлера фон Геммінґена й акторки Марії Вільгельміни Адельгайд Маєр (мала кавказьке коріння). Коли Майрінк уже став відомим письменником, Варнбюлери запропонували йому прийняти родинне прізвище, однак Ґустав ввічливо відмовився.
Дитинство та юність майбутнього письменника проминули в постійних роз'їздах, оскільки його матір-акторка багато подорожувала з театром. Юний Ґустав навчався в гімназіях Мюнхена, Гамбурга та Праги. Дослідники його творчості вважають, що в дитинстві хлопець був обділений материнським теплом, бо матір ставилась до нього доволі прохолодно. Інколи цим пояснюють, чому Майрінку так добре вдавались вампіричні та демонічні жіночі образи, і навпаки, такими примітивними виходили позитивні персонажі. У 1883 році Ґустав переїхав до Праги.

### Прага

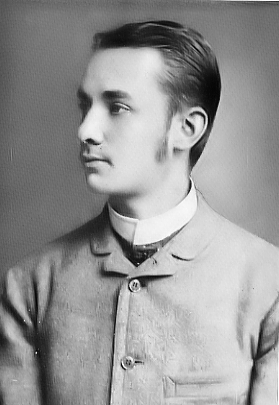
20-річний Майрінк

Майрінк жив у Празі впродовж двадцяти років, тому це місто часто зустрічається в його творах. Прага є не просто тлом для його романів «Ґолем», «Вальпургієва ніч», місто постає в них окремим персонажем, воно також відіграє ключову роль у найважливішій частині роману «Ангел західного вікна», його також чітко видно за абстрактною архітектурою в романі «Білий домініканець».
У 1892 році в Празі з Майрінком трапилася подія, яка мала велику вагу в його подальшому житті, що згодом було відображено в посмертно опублікованому автобіографічному оповіданні «Боцман». Тоді, у віці 24 років, Майрінк, переживаючи глибоку психологічну кризу, вирішив застрелитися, але коли його рука вже стискала пістолет, щось зашаруділо під дверима, і він побачив, як у щілину йому просунули тоненьку брошуру з дивною назвою «Життя після смерті». Він був настільки вражений цією подією, що одразу відмовився від свого задуму звести рахунки з життям. Після цієї події Майрінк поринув у вивчення теософії, кабали, містичних вчень Сходу, аж до самої смерті він займався йогою, що допомагала йому боротися з нестерпним болем у хребті.
Результати цих досліджень проявляються у творах Майрінка, де часто зустрічаються окультні традиції. Однак Майрінк залишався лише дилетантом у містиці, що доводив Гершом Шолем, експерт із юдейської містики. Він наголошував, що твори Майрінка засновані на поверхових знаннях і не пов'язані зі справжніми традиціями.
У 1889 році разом із племінником Крістіана Моргенштерна Майрінк заснував торговий банк під назвою «Маєр і Моргенштерн», який певний час був доволі успішним. Проте Майрінк не займався банківськими справами надто пильно, ведучи у Празі великосвітський спосіб життя. Відомо, що Майрінку довелося битися на дуелі з якимось офіцером через його зухвалі натяки щодо позашлюбного народження письменника.
1892 року Майрінк одружився з Ядвігою Марією Цертль, але досить швидко розчарувався в цьому шлюбі, хоча розлучився лише в 1905 році через упертість дружини та деякі юридичні нюанси.
У 1902 році в поліцію надійшов наклеп на Майрінка, у якому його звинувачували у використанні спіритизму та чаклунства в банківській діяльності. Його було заарештовано, і протягом двох з половиною місяців він перебував у в'язниці. Попри те, що вину не було доведено, ця подія досить негативно вплинула на всі його подальші справи, тому врешті Майрінк був змушений припинити банківську діяльність. Досвід перебування під арештом став письменникові в пригоді під час написання роману «Ґолем».

## Творчість

### Ранні роботи
У 1900-ті роки Майрінк почав публікувати короткі сатиричні оповідання в журналі «Сімпліціссімус», підписуючись прізвищем матері. Уже в цих ранніх творах простежувався значний інтерес автора до містицизму та східних релігій. Водночас він тісно контактує із Празькою групою неоромантиків — А. Кубіним, Р. Тешнером, Р. Леппіном, О. Вінером.
Навесні 1903 року вийшла друком перша книжка Майрінка — «Гарячий солдат та інші оповідання». Приблизно в той же час він переїхав до Відня. Там невдовзі публікується нова збірка оповідань «Орхідея. Дивні історії».
8 травня 1905 року Ґустав Майрінк одружився вдруге, його дружиною стала Філоміна Бернт, із якою він був знайомий ще з 1896 року. З нею Майрінк часто подорожував Європою.
У цей період у Відні Майрінк видає сатиричний журнал «Der lieber Augustin», продовжуючи співпрацювати із празьким «Сіпліціссімусом».
1906 року в нього народилася донька Феліцітас Сибілла, а в 1908 році — син Харро Фортунат.
1908 року побачила світ третя збірка оповідань письменника — «Воскові фігури».
Майрінк не міг прогодувати сім'ю лише публікаціями власних оповідань, тому вдався до перекладацької діяльності. Відтак впродовж п'яти років він переклав німецькою п'ять томів англійського класика Діккенса. Майрінк продовжував перекладати до самої смерті, зокрема й відомі окультні тексти (наприклад, «Книгу мертвих»).
У 1911 році Майрінк із сім'єю переїхав до маленького баварського містечка Штарнберг, а 1913 року видав нову збірку «Чарівний ріг німецького обивателя», яка містила найкращі оповідання з трьох попередніх книг, а також кілька нових.

### Популярність
1915 року побачив світ перший і згодом найвідоміший роман Майрінка — «Ґолем». Сюжет цього твору побудований на легенді про рабина Єгуду Бен Бецалеля з Праги, що створив Ґолема — істоту з глини, яку він оживив за допомогою кабалістичного закляття.
Роман мав величезну популярність, розійшовся безпрецедентно великим накладом. Незабаром цю книгу було двічі екранізовано. У 1916 році вийшла друком ще одна збірка оповідань «Кажани», а також новий роман «Зелене обличчя». Наступного року вийшов уже третій роман Майрінка «Вальпургієва ніч».
Завдяки своїй популярності до 1920 року фінансові справи Майрінка суттєво покращилися, тож він зміг собі дозволити придбати віллу у Штарнберзі. Згодом це помешкання почали називати «Будинок під останнім ліхтарем» вслід за назвою будинку з роману «Ґолем». Тут Майрінк із родиною прожив наступні вісім років і написав ще два романи — «Білий домініканець» (1921) і «Ангел західного вікна» (1927).

## Смерть
Узимку 1932 року, катаючись на лижах, син Майрінка Фортунат зазнав важкої травми хребта, яка прикувала його до інвалідного візка. Болісно переживаючи цю подію, 12 червня 1932 року хлопець наклав на себе руки. Це сталося в тому ж са́мому віці 24-х років, коли вчинити самогубство намагався зробити його батько. Майрінк пережив свого сина лише на пів року, померши 4 грудня 1932 року.
Письменника поховано поруч із могилою його сина в Штарнберзі.

### Збірки оповідань
- «Гарячий солдат та інші оповідання» (Der heiße Soldat, 1903);
- «Орхідеї. Дивні історії» (Orchideen. Sonderbare Geschichten, 1904);
- «Кабінет воскових фігур» (Wachsfigurenkabinett, 1907);
- «Чарівний ріг німецького обивателя» (Des deutschen Spießers Wunderhorn, 1909);
- «Фіолетова смерть та інші оповідання» (Der violette Tod und andere Novellen, 1913).

### Романи
- «Ґолем» (Der Golem, 1914);
- «Зелене обличчя» (Das grüne Gesicht, 1916);
- «Вальпургієва ніч» (Walpurgisnacht, 1917);
- «Білий домініканець» (Der weiße Dominikaner, 1921);
- «Ангел західного вікна» (Der Engel vom westlichen Fenster, 1927).

## Цікаві факти
Майрінк народився того ж дня, що й Едгар Алан По, але рівно за 60 років після нього. Значення Майрінка для австрійської літератури приблизно таке ж са́ме, як По для американської.

## Переклади та видання українською
- Місто з таємним тремтінням серця / пер. з нім. Григорія Тимощука. Львів: «Діло», № 291, 1932.
- Ґолєм / пер. з нім. Володимира Левицького. Київ, Ляйпціг: Українська накладня, Б.р. 263 с.
- Опаль / пер. з нім. Михайла Ореста. Сім німецьких новел. Мюнхен: Інститут літератури, 1962. С. 70-78.
- Альбінос / пер. з нім. Михайла Ореста. Сім німецьких новел. Мюнхен: Інститут літератури, 1962. С. 79-103.
- Вибрані новелі / пер. І. Андрущенко, М. Орест. Київ: Задруга, 1999. 98 с.
- Ґолем / пер. з нім. Наталі Іваничук. Львів: Піраміда, 2011. 200 с. (Приватна колекція), (Майстри українського перекладу). ISBN 978-966-441-250-3.
- Ґолем / пер. з нім. Наталі Іваничук. Київ: Укр. письменник, 2011. 311 с. («Ad fontes»). ISBN 978-966-579-312-0.
- Білий домініканець. Зі щоденника Невидимця / з нім. пер. Ігор Андрущенко. Львів: Піраміда, 2012. 138 с. (Приватна колекція), (Майстри українського перекладу). ISBN 978-966-441-278-7.
- Ґолем, Зелений Лик, Вальпургієва ніч / з нім. пер. Ігор Андрущенко, Тетяна Непипенко Київ: Видавництво Жупанського, 2025. 600 с. (Майстри готичної прози)